# Jeandelize
Jeandelize ist eine französische Gemeinde mit 369 Einwohnern (Stand 1. Januar 2022) im Département Meurthe-et-Moselle in der Region Grand Est (vor 2016 Lothringen). Sie gehört zum Arrondissement Val-de-Briey und ist Mitglied im Gemeindeverband Communauté de communes Orne Lorraine Confluences.

## Geografie
Die Gemeinde liegt etwa 28 Kilometer westnordwestlich von Metz. Der Fluss Orne durchzieht die Gemeinde und bildet streckenweise die südliche Gemeindegrenze. Nachbargemeinden sind Thumeréville im Norden, Boncourt im Osten, Puxe im Süden sowie Olley im Westen.

## Geschichte
Jeandelize gehörte historisch zum Herzogtum Bar, das 1766 an Frankreich fiel. Bis zur Französischen Revolution lag die Gemeinde dann im Grand-gouvernement de Lorraine-et-Barrois. Die Gemeinde lag bis 1871 im alten Département Moselle.

## Bevölkerungsentwicklung
| Jahr                       | 1793 | 1841 | 1962 | 1968 | 1975 | 1982 | 1990 | 1999 | 2007 | 2019 |
| Einwohner                  | 273  | 413  | 417  | 384  | 356  | 353  | 373  | 358  | 406  | 373  |
| Quellen: Cassini und INSEE |      |      |      |      |      |      |      |      |      |      |

## Verkehr
Jeandelize hat einen Bahnhof an der Bahnstrecke Saint-Hilaire-au-Temple–Hagondange. Durch den Norden der Gemeinde führt zudem die Europastraße 50 (in Frankreich auch Autoroute de l’Est genannt). Der nächstgelegene Anschluss ist nördlich von Jarny. Bedeutender für die Gemeinde ist die Regionalstraße D 603 von Metz nach Verdun, die direkt durch den Ort führt.

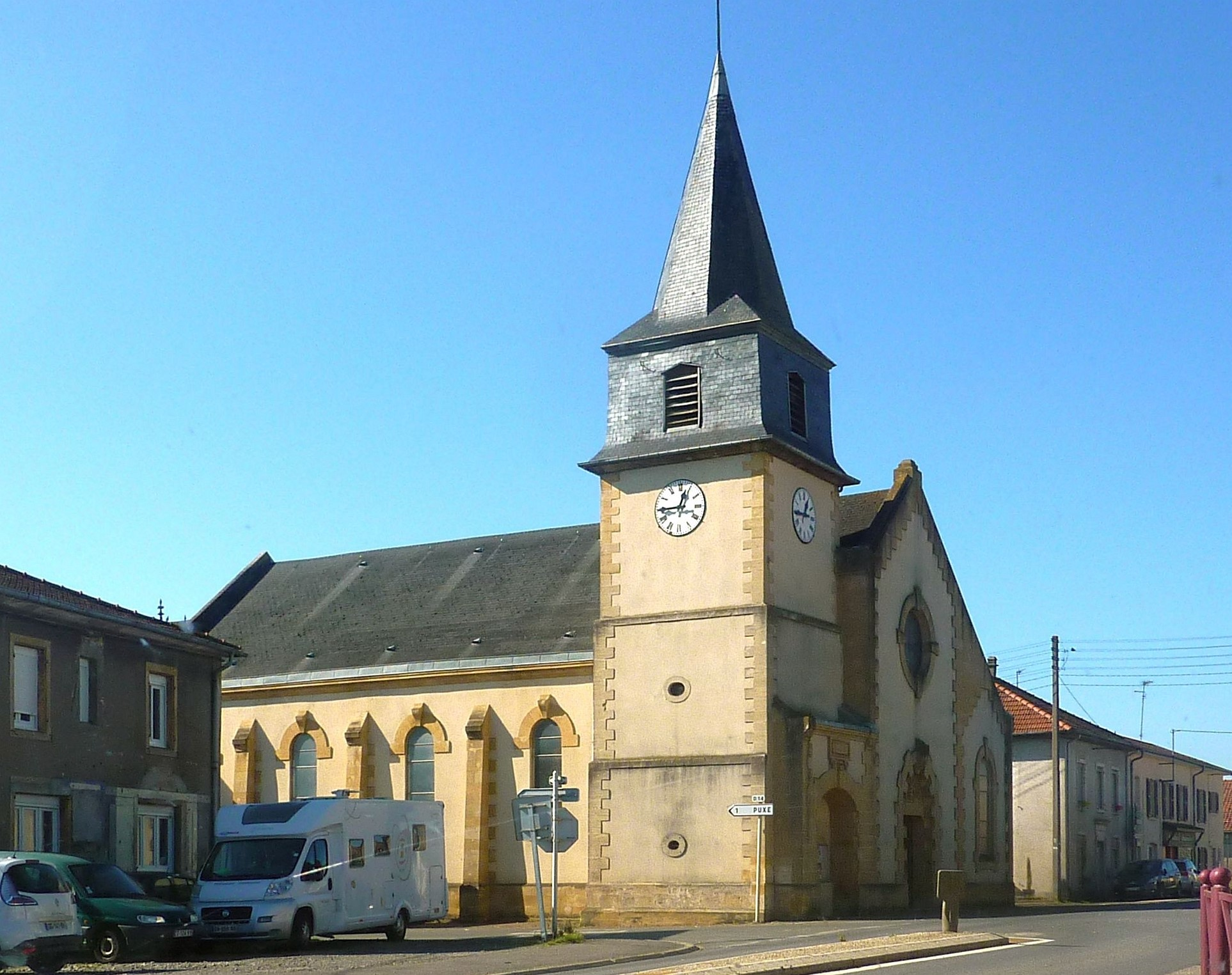
Pfarrkirche Saint-Martin

## Sehenswürdigkeiten
- Mehrere Bauernhäuser aus dem 18. und 19. Jahrhundert in der Rue de Verdun
- Pfarrkirche Saint-Martin, Neubau aus dem Jahr 1925 mit Glockenturm aus dem Jahr 1783
- Pfarrhaus aus dem 18. Jahrhundert
- Denkmal für die Gefallenen[1]